# Psoriasi guttata
La psoriasi guttata (nota anche come psoriasi eruttiva) è un tipo di psoriasi che si presenta come piccola (0,5-1,5 cm di diametro) lesioni sopra il tronco superiore e le estremità prossimali; si trova frequentemente nei giovani adulti.
Il termine "guttata" viene utilizzato per descrivere l'aspetto simile a goccia delle lesioni cutanee. La psoriasi guttata è associata in letteratura ad un'infezione batterica, di solito un'infezione del tratto respiratorio superiore.

## Segni e sintomi
In genere, la psoriasi guttata esplode dopo un'infezione alla gola o mal di gola. Inizialmente, quando l'infezione alla gola si è risolta, la persona può sentirsi bene per diverse settimane prima di notare la comparsa di macchie rosse. All'inizio le macchie sono piccole e leggermente pruriginosa. Quando graffiato o raccolto, lo strato superiore di pelle secca viene rimosso, lasciando la pelle secca e rossa sotto con aree bianche e asciutte. Nelle settimane seguenti, i punti possono crescere fino a un diametro di qualche centimetro. Alcuni di quelli più grandi possono formare un'area pallida al centro leggermente gialla.
La psoriasi guttata può verificarsi in qualsiasi parte del corpo, in particolare gambe, braccia, busto, palpebre, schiena, fondo, linea bikini e collo. Il numero di lesioni può variare da 5 a oltre 100. Generalmente le parti del corpo più colpite sono visibili su braccia, gambe, schiena e busto.

## Eziologia
Fattori genetici e ambientali possono influenzare la predilezione per la psoriasi guttata. Gli antigeni dei leucociti umani, in particolare quelli del gruppo HLA-C, sono associati al disturbo della pelle. L'infezione da streptococchi beta-emolitici è il principale fattore ambientale che contribuisce. La tipica via di infezione è il sistema respiratorio superiore. Raramente è anche causato da un'infezione della pelle che circonda l'ano (dermatite streptococcica perianale).

## Diagnosi
La psoriasi guttata può in genere essere diagnosticata solo mediante esame clinico.

## Terapia
I trattamenti utilizzati per la psoriasi a placche possono essere utilizzati anche per la psoriasi guttata. Pochi studi si sono concentrati in modo specifico sulla gestione della psoriasi guttata, quindi attualmente non esistono linee guida ferme per gestire la psoriasi guttata in modo diverso dalla psoriasi a placche. A causa del ruolo dell'infezione da streptococco nello sviluppo della psoriasi guttata, gli antibiotici sistemici sono stati considerati una potenziale opzione di trattamento. Sebbene gli antibiotici sistemici possano essere considerati per il trattamento dell'infezione iniziale alla sua fonte, non vi è alcun supporto per il loro uso nella gestione della successiva psoriasi guttata stessa, né esistono prove per l'uso della tonsillectomia profilattica. La condizione di solito si risolve da sola entro settimane o mesi e solo circa un terzo dei pazienti svilupperà placche croniche.

## Epidemiologia
La psoriasi guttata rappresenta circa il 2% dei casi di psoriasi.